# Alan R. Moon
Pour les articles homonymes, voir Moon.
Alan Richard Moon (18 novembre 1951 à Southampton) est un auteur britannique de jeux de société qui vit actuellement aux États-Unis.

## Biographie
Alan Moon a travaillé pour Avalon Hill puis Parker Brothers. Il a créé sa propre maison d'édition, White Wind, en 1990. Ses jeux sont aujourd'hui publiés par de nombreux éditeurs de jeux de société.

## Ludographie succincte

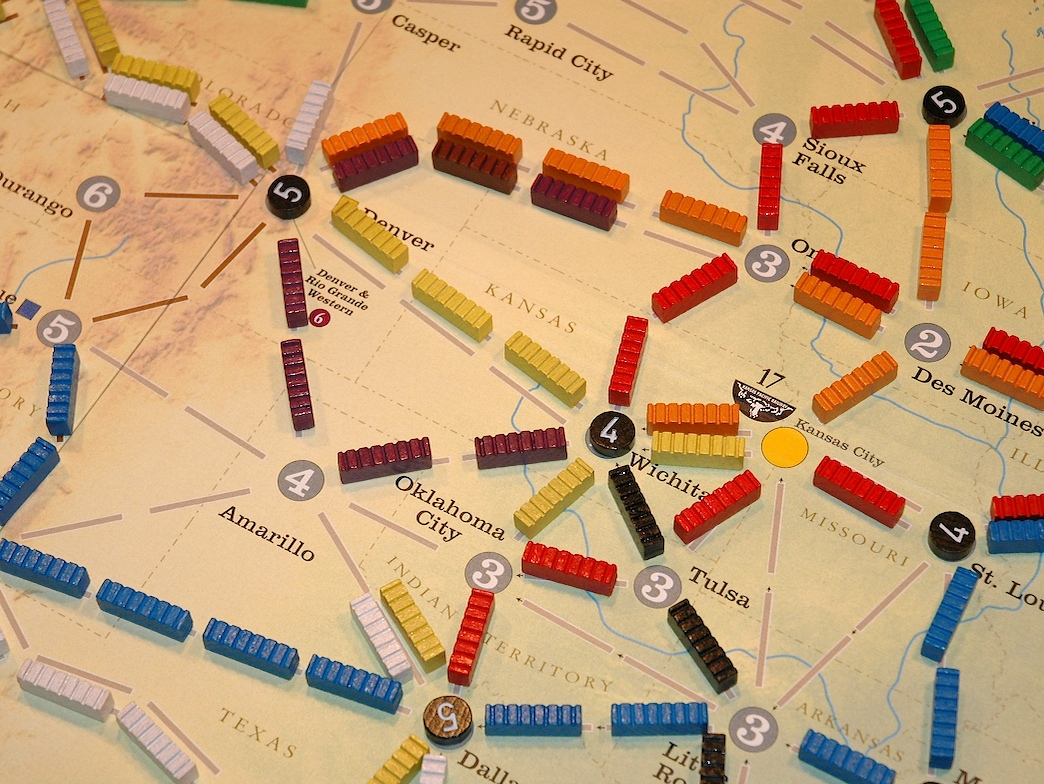
Une partie du plateau de Santa Fe Rails.

### Seul auteur
- Airlines, 1990, édité par Abacus.
- Gespenster, 1990, édité par Hexagames.
- Elfengold, 1991, édité par White Wind.
  - Elfengold (extension), 1998, illustré par Doris Matthäus, édité par Amigo et Rio Grande Games.
- Fishy, 1991, édité par White Wind.
- Pony Express, 1991, illustré par Krstian Schütter, édité par Abacus.
- Elfenroads, 1992, illustré par Doris Matthäus, édité par White Wind.
- U.F.O.S, 1992, édité par Salagames.
- Mush, 1994, édité par White Wind.
- Elfenwizards, 1995, édité par White Wind.
- Rainbows, 1995, édité par White Wind.
- Tricks, 1995, illustré par Manfred Rohmkopf, édité par White Wind.
- Freight Train, 1996, édité par Mayfair Games.
- Elfenland, 1997, illustré par Doris Matthäus, édité par Amigo.
- Union Pacific, 1998, illustré par Franz Vohwinkel, édité par 999 Games.
- Andromeda, 1999, illustré par Doris Matthäus, édité par Rio Grande Games et Abacus.
- Elfen-Koning, 1999, illustré par Doris Matthäus, édité par 999 Games.
- König Der Elfen, 1999,  illustré par Doris Matthäus, édité par Amigo.
- Santa Fe Rails, 2002, illustré par Mark Simonitch et Rodger B. Macgowan, édité par Gmt Games.
- Clippers, 2002, illustré par Didier 'Zephyr' Florentz, édité par Descartes et Eurogames.
- Where's Bob's Hat?, 2002,  illustré par Franz Vohwinkel, édité par Amigo et Rio Grande Games.
- Les Aventuriers Du Rail, 2004, illustré par Julien Delval, édité par Days of Wonder.
  - Les Aventuriers Du Rail - USA 1910 (extension), 2006
  - Les Aventuriers Du Rail - Alvin & Dexter (extension), 2011
  - Les Aventuriers Du Rail - Asie (extension), 2011
  - Les Aventuriers Du Rail - Inde & Suisse (extension), 2011
  - Les Aventuriers Du Rail - Au Cœur De L'Afrique (extension), 2012
  - Les Aventuriers Du Rail - Pays-Bas (extension), 2013
  - Les Aventuriers Du Rail Edition : 10ème Anniversaire (réédition), 2014
  - Les Aventuriers Du Rail - Royaume Uni (+ Pennsylvanie) (extension), 2015
  - Les Aventuriers Du Rail - Pologne (extension), 2016
  - Les Aventuriers Du Rail - France (+ Conquête De L'Ouest) (extension), 2017
  - Les Aventuriers Du Rail - Japon & Italie (extension), 2019
- Les Aventuriers Du Rail : Europe (standalone), 2005, illustré par Julien Delval, édité par Days of Wonder.
  - Les Aventuriers Du Rail - Europe 1912 (extension), 2009
- Happy Dog, 2006, édité par Gakken.
- Les Aventuriers Du Rail : Märklin (standalone), 2006, illustré par Julien Delval, édité par Days of Wonder.
- Les Aventuriers Du Rail : Le Jeu De Cartes, 2008, illustré par Julien Delval, édité par Days of Wonder.
- Les Aventuriers Du Rail : Scandinavie (standalone), 2008, illustré par Julien Delval, édité par Days of Wonder.
- Airlines Europe, 2011, illustré par Christian Fiore et Das Format, édité par Filosofia.
- Les Aventuriers Du Rail : Mon Premier Voyage, 2016, illustré par Jean-Baptiste "Djib" Reynaud, édité par Days of Wonder.
- Les Aventuriers Du Rail : Autour Du Monde, 2016, illustré par Julien Delval, édité par Days of Wonder.
- Les Aventuriers Du Rail : Allemagne (standalone), 2012,illustré par Julien Delval, édité par Days of Wonder.
- Les Aventuriers Du Rail : New York, 2018, illustré par Julien Delval, édité par Days of Wonder.
- Les Aventuriers Du Rail : Express, 2018, illustré par Julien Delval, édité par Days of Wonder.
- Les Aventuriers Du Rail : Londres, 2019, illustré par Julien Delval, édité par Days of Wonder.
- Les Aventuriers Du Rail : Amsterdam, 2020, illustré par Julien Delval, édité par Days of Wonder.
- Les Aventuriers Du Rail : San Francisco, 2022, illustré par Julien Delval, édité par Days of Wonder.
- Les Aventuriers Du Rail : Le Train Fantôme, 2022, illustré par Régis Torres, édité par Days of Wonder.

### AvecRichard Borg
- Wongar, 2000, illustré par Franz Vohwinkel, édité par Goldsieber et Rio Grande Games.
- Warriors, 2004, illustré par Prof Herbert, édité par Face 2 Face Games et Phalanx.
  - Fantasy Warriors - Dragon Hordes (extension), 2004
  - Fantasy Warriors - De Draken Komen! (extension), 2005
- Gracias, 2005, illustré par Sebastian Coenen, édité par Ravensburger.

### AvecBruno Faidutti
- De l'Orc pour les braves, 2003, illustré par Thierry Ségur, édité par Asmodée.
- Diamant, 2005, illustré par Claus Stephan, édité par Schmidt Spiele
  - Diamant (réédition), 2016, illustré par Paul Mafayon, édité par Iello.
    - Diamant - Micro Extension: Mise En Garde (extension), 2022
- Incan Gold, 2008, édité par Gryphon Games.

### Avec Peter Gehrmann
- Reibach & Co, 1995, édité par Fx Schmid.
- Cot Cot Collec', 2007, illustré par Doris Matthäus, édité par Gigamic.

### Avec Mark Hauser
- Madeline And The Gypsies, 1999, édité par Ravenburger.

### Avec Ken Hodkinson
- Hexagony, 1980, édité par Avalon Hill.

### Avec Charles Kibler
- Black Spy, 1981, édité par Avalon Hill.

### AvecAaron Weissblum
- Time Pirate, 2000, édité par Piatnik et Rio Grande Games.
- San Marco, 2001, illustré par Alessandra Cimatoribus, édité par Ravensburger.
- Das Amulett, 2001, illustré par Franz Vohwinkel, édité par Goldsieber.
- Capitol, 2001, illustré par Claus Stephan, édité par Schmidt Spiele.
- Im Schatten des Sonnenkönigs, 2002, illustré par Guido Hoffman et Markus Wagner, édité par Amigo.
- Lumberjack, 2002, édité par Schmidt Spiele.
- Canal Grande, 2002, illustré par Jürgen Martens, édité par Adlung Spiele.
- 10 Days In Africa, 2003, illustré par Cathleen Quinn-Kinney et John Kovalic, édité par Out Of The Box.
- 10 Days In Europe, 2003, illustré par Cathleen Quinn-Kinney et John Kovalic, édité par Out Of The Box.
- 10 Days In The USA, 2003, illustré par Cathleen Quinn-Kinney et John Kovalic, édité par Out Of The Box.
- Stop It!, 2003, édité par Schmidt Spiele.
- Europa Tour, 2003, édité par Schmidt Spiele et Out Of The Box.
- New England, 2003, illustré par Franz Vohwinkel, édité par Goldsieber et Überplay.
- Eiszeit, 2003, illustré par Felix Scheinberger, édité par Alea, Ravenburger et Rio Grande Games.
- King Lui, 2003, illustré par Georg Von Westphalen, édité par Rio Grande Games et Abacus.
- Oasis, 2004, illustré par Franz Vohwinkel, édité par Schmidt Spiele
- Immer Oben Auf!, 2004, illustré par Gabriela Silveira, édité par Goldsieber.
- Employee Of The Month, 2004, illustré par Rick Enright, édité par Dancing Eggplant Games.
- Clocktowers, 2004, illustré par Jacob Elijah Walker, édité par Jolly Roger.
- 10 Days In Asia, 2007, illustré par Cathleen Quinn-Kinney et John Kovalic, édité par Out Of The Box.
- Wizard's Brew, 2007, édité par Face 2 Face Games.
- Skyline 3000, 2009, illustré par Joshua Cappel, édité par Z-man Games.
- 10 Days In The Americas, 2010, illustré par Cathleen Quinn-Kinney et John Kovalic, édité par Out Of The Box.

### AvecGreg Costikyanet Richard Berg
- Conquistador, 1983, illustré par Charles Kibler et Dale Sheaffer, édité par Avalon Hill.

### Avec John Edwards et Richard Hamblen
- Fortress Europa, 1978, édité par Avalon Hill.

## Nominations et récompenses

### Spiel Des Jahres
- Spiel Des Jahres 1998 : Elfenland, 1997 (illustré par Doris Matthäus) édité par Amigo.
- Spiel Des Jahres 2004 : Les Aventuriers Du Rail, 2004 (illustré par Julien Delval) édité par Days of Wonder.

### As d'Or
- Jeu de l'année 2004 : Les Aventuriers Du Rail, 2004 (illustré par Julien Delval) édité par Days of Wonder.